# Kulob
Kulob (tadschikisch Кӯлоб, russisch Куляб, Kuljab, Kulyab, aus Persisch kul-āb, „See-Wasser“) ist eine Stadt und der Hauptort des gleichnamigen Distrikts (nohija) in der Provinz Chatlon im Südwesten Tadschikistans. Mit einer Einwohnerzahl von 99.700 (Stand 1. Januar 2014) ist Kulob die viertgrößte Stadt des Landes. Außer der wirtschaftlichen Rolle, die Kulob als Zentrum der bewässerten Landwirtschaft im Tal des Jachsu seit Mitte des 20. Jahrhunderts spielt, ist die Stadt seit dem Bürgerkrieg 1992 von politischer Bedeutung, weil ein großer Teil der regierenden Elite in der Landeshauptstadt Duschanbe von dort stammt. Das Mausoleum des im 14. Jahrhundert lebenden Sufi-Gelehrten Sayyid Ali Hamadhani wird bis heute verehrt.

## Lage

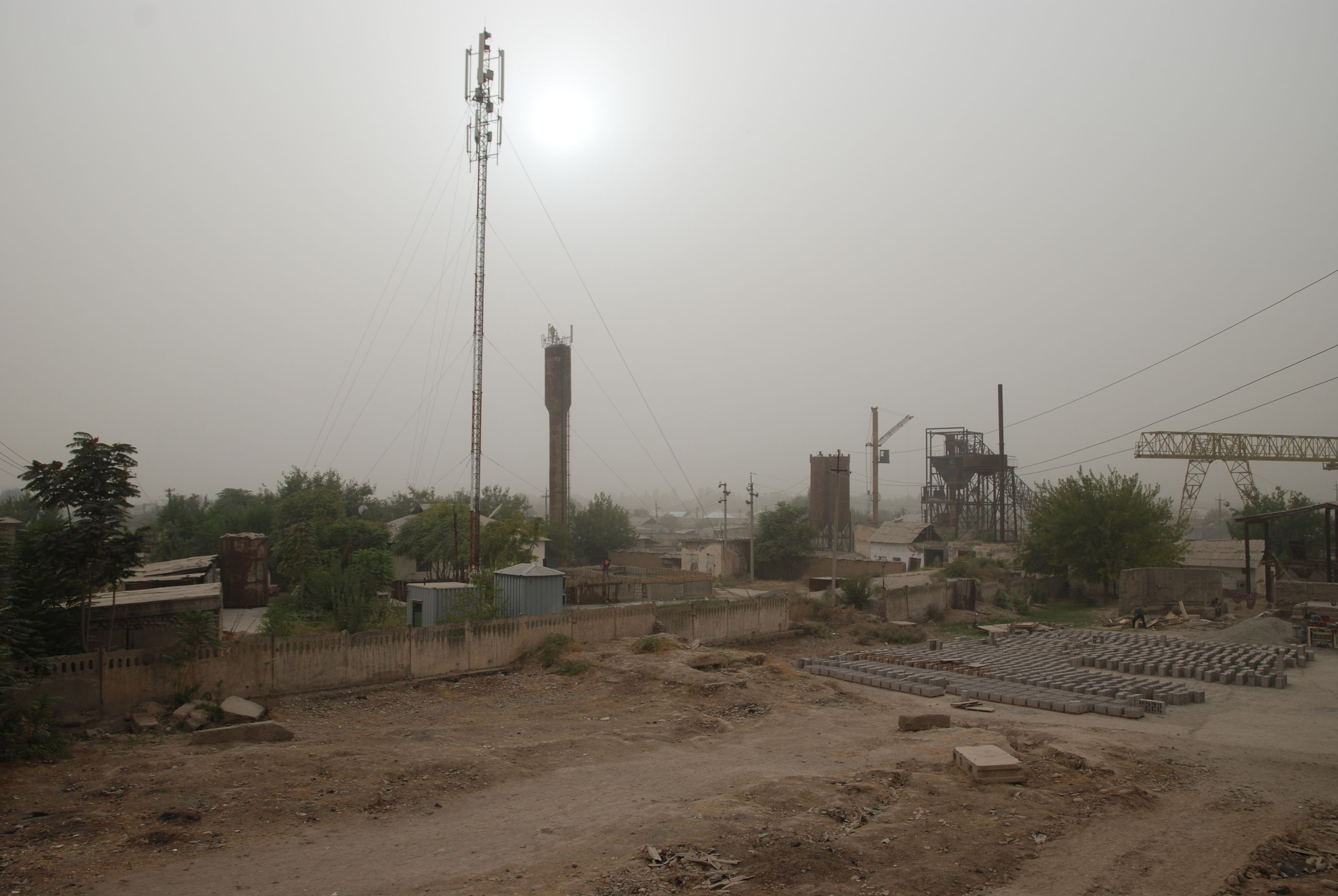
Industrieruinen und Zementsteinfabrikation im Flusstal westlich der Stadt. Blick in die Nachmittagssonne, die durch Staub in der Luft verdunkelt ist.

Die Stadt Kulob liegt auf einer mittleren Höhe von 580 Metern in der breiten Talebene des Jachsu rund 112 Kilometer Luftlinie und 190 Straßenkilometer südöstlich von Duschanbe. Die direkte Verbindung von Duschanbe nach Kulob ist die Fernstraße M41 bis Wahdat und von dort die A385, die an Norak vorbei durch Danghara, danach durch das Dorf Kurbon Schahid und 70 Kilometer hinter Danghara durch den etwas größeren Distrikthauptort Wose führt. Weitere 19 Kilometer östlich von Wose liegt Kulob. Die einzige, im Normalfall ganzjährig befahrbare Straße in die autonome Provinz Berg-Badachschan führt von Kulob weiter nach Osten bis zur afghanischen Grenze und im Felstal des Grenzflusses Pandsch entlang zur 610 Kilometer entfernten Provinzhauptstadt Chorugh. Im Januar 1999 wurde ein 35 Kilometer langer Neubau dieser Strecke zwischen Kulob und dem kleinen Grenz- und Übernachtungsort Qal’ai Chumb eröffnet.
Der heutige Distrikt (nohija) Kulob innerhalb der Provinz (wilojat) Chatlon ist in vier Subdistrikte (dschamoat) eingeteilt. Der östliche Teil der Provinz Chatlon ist im Unterschied zu den breiten Flussebenen im Westen überwiegend bergig mit nur einigen fruchtbaren Tälern dazwischen. Die baumlosen, nur mit Gras bewachsenen Hügel dienen als Weideland, während auf den bewässerten Feldern der Löss-Ebene überwiegend Baumwolle, Weizen, Mais und Gemüse angebaut wird. Die Ackerbauflächen betragen 18.717 Hektar.
Die Stadt liegt etwa zwei Kilometer östlich am linken Ufer des Jachsu, der in südwestlicher Richtung dem Kysylsu zufließt, einem Nebenfluss des Pandsch. Die nächstgelegenen Berge um Kulob erreichen 1017 Meter Höhe wenige Kilometer westlich und 1481 Meter Höhe südöstlich. Der seit 1997 als international anerkannte Flughafen Kulob befindet sich auf einer Höhe von 700 Metern im Tal des Jachsu etwa acht Kilometer nördlich der Stadt beim Dorf Ziraki. Die Straße führt von dort talaufwärts weiter in die schwer zugängliche und abgelegene Bergregion des Distriktes Muminobod.
Der durchschnittliche Jahresniederschlag beträgt etwa 500 Millimeter und fällt hauptsächlich im Frühjahr, besonders im März und April. Die Durchschnittstemperaturen schwanken zwischen 28,3 °C im Juli und 2,2 °C im Januar. Die Höchsttemperatur steigt im Juli durchschnittlich auf 38 °C. Die Temperaturen sinken im Sommer um einige Grad, wenn an manchen Tagen ein Staubwind tagsüber die Sonne halb verdeckt.
1932 war eine Schmalspurbahnlinie von der usbekischen Stadt Termiz nach Qurghonteppa fertiggestellt. Deren Weiterführung von Qurghonteppa über Kurbon Schahid und Wose nach Kulob wurde 1956 in Betrieb genommen. Sie dient zum Abtransport von Baumwolle und Salz aus der Region. Um diese Zeit gab es um Kulob noch keine asphaltierte Straße und ein PKW benötigte rund 20 Stunden auf der kurvigen Bergstraße bis nach Duschanbe. Die Bahnlinie zwischen Kulob über Qurghonteppa nach Duschanbe stellte demgegenüber keine Reiseerleichterung dar, denn die Güterzüge auf der Strecke fuhren mit einer Durchschnittsgeschwindigkeit von zwölf Kilometern pro Stunde. Der Personenzugverkehr war insgesamt auf den Schmalspurstrecken im Südwesten gering und in den 1960er Jahren weitgehend eingestellt. In der sowjetischen Zeit erfolgte der Gütertransport über die großen Entfernungen zwischen den einzelnen Unionsstaaten zum weit überwiegenden Teil auf der Schiene. Kulob ist eine Endstation im transeurasischen Schienennetz, das als Breitspurbahn ausgelegt ist. Der Abschnitt ab Termiz im Südwesten Tadschikistans (über Qurghonteppa bis Yowon) wurde von 1966 bis 1980 konstruiert, die letzten 132 Kilometer von Qurghonteppa nach Kulob waren 1999 fertiggestellt. An zwei Wochentagen fahren unter normalen Umständen Züge von Kulob über Qurghonteppa und Termiz nach Moskau, die vor allem tadschikische Arbeitskräfte nach Russland befördern.
Im Mittelalter gehörte Kulob zur Provinz Chuttal innerhalb des in der Antike Transoxanien und von den Arabern im Mittelalter mā warāʾan-nahr benannten Gebietes. Chuttal lag – wie die geographischen Bezeichnungen beinhalten – jenseits (nördlich) des antiken Oxus (heute Amudarja, in diesem Bereich Pandsch), begrenzt im Westen entlang des Wachsch von den Provinzen Wachsch und Kubodijon, nach denen die heutigen Städte Wachsch und Kubodijon benannt sind, nordwestlich von Chaghaniyan und im Osten von Darwos (Darvaz). Zeitweilig erstreckte sich der Machtbereich Chuttals vom Tal des Kizilsu bis zum Tal des Wachsch. Während der Herrschaft der Mongolen und Timuriden war Chuttal für die Pferdezucht und die Herstellung von Pferdesätteln berühmt. Der Provinzname Chuttal wurde im Lauf des 16. Jahrhunderts zugunsten von Kulob aufgegeben, wie später der heutige östliche Distrikt hieß.

## Geschichte

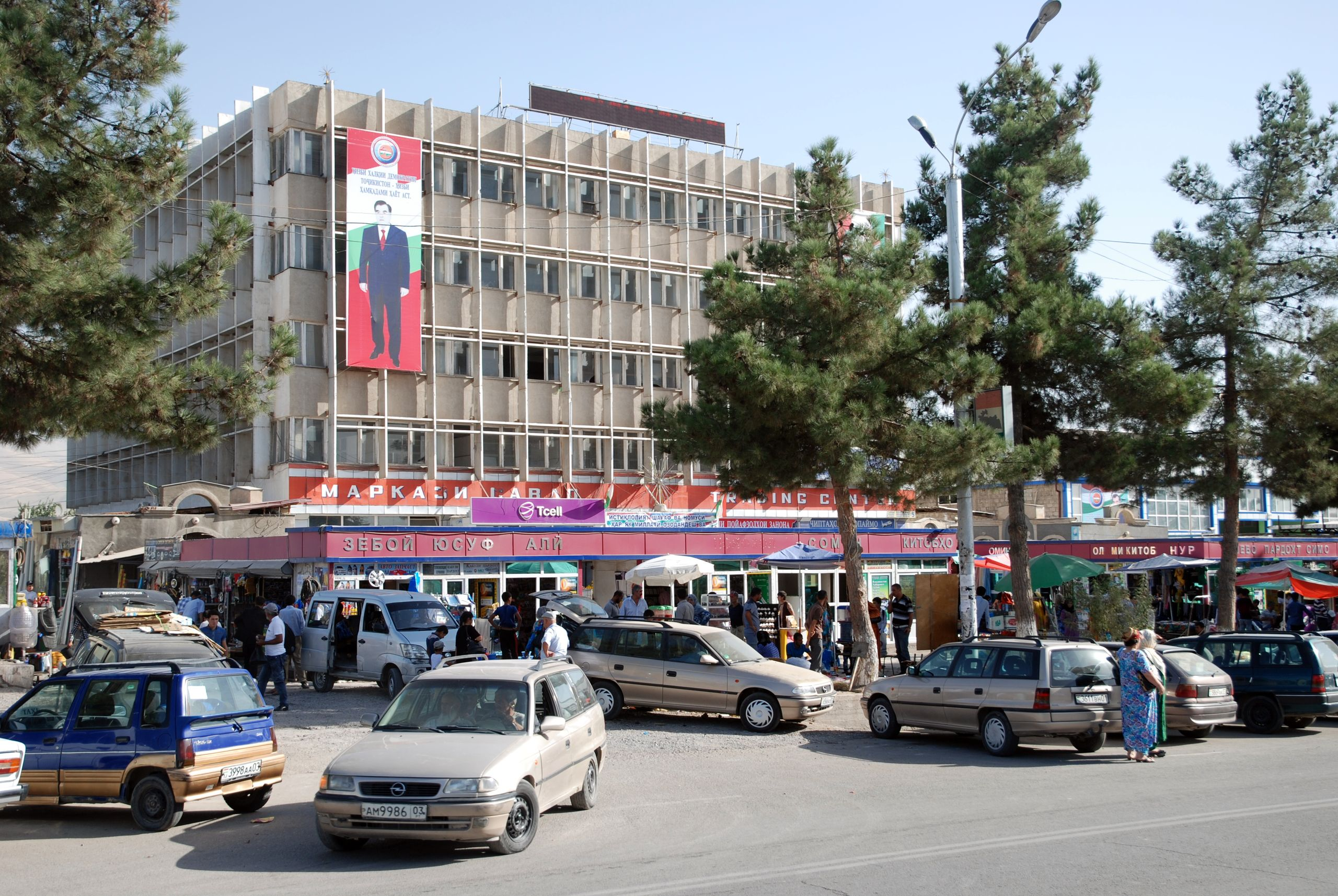
Geschäftszentrum am Südende der Somoni-Straße

Im September 2006 ließ die tadschikische Regierung in Kulob das 2700-jährige Bestehen der Stadt feiern. Die zugrundeliegende historische Basis für dieses Ereignis ist unklar. Im südlichen Tadschikistan gab es in der Bronzezeit Ende des 2. Jahrtausends v. Chr. und nach dem Übergang zur Eisenzeit einige Siedlungen an den Talrändern bis in mittlere Höhenlagen. Die Siedlungen der frühen Eisenzeit, als die Bevölkerungsdichte zunahm, werden im heutigen Turkmenistan der Yaz-I-Kultur zugerechnet. Zu dieser Übergangsperiode gehört auch die Siedlung Karim-Berdi im Tal des Kysylzu nördlich von Kulob, die Ende 2. bis Anfang 1. Jahrtausend v. Chr. datiert wird. Die Keramikfunde von dort ähneln den zeitgleichen Objekten von Yaz Tepe am Fluss Murgab (Turkmenistan), Jarqoʻton (Usbekistan) und Tilla Tepe (Nordafghanistan).
Die Region Kulob gehörte zur historischen Landschaft Baktrien, ein Name, der ab der Mitte des 1. Jahrtausends v. Chr. eine Satrapie des Achämenidenreichs bezeichnete. Um 330 v. Chr. durchquerte Alexander der Große das Gebiet und bis zum 3. Jahrhundert gehörte es zum Machtbereich der Kuschana. Ab Anfang des 5. Jahrhunderts bis um 560 beherrschten die Hephthaliten einen großen Teil des südlichen Zentralasien und zogen einen beträchtlichen Gewinn aus dem über die Seidenstraße verlaufenden Handel. Eine Route der Seidenstraße führte von Türkmenabat (in Turkmenistan) am Amudarja entlang nach Balch, weiter über Kunduz nach Osten zur historischen Provinz Darwos und durch Berg-Badachschan bis nach Hotan (Pamir-Straße). Eine andere Route verlief nördlich von Balch über Tirmidh, Denov, Hissor (Duschanbe), Gharm nach Kaschgar in China (Karategin-Straße). Zwischen den beiden lag die mittlere Chatlon-Straße über Kulob mit Anschlüssen an die nördliche und an die südliche Route. Andere Handelsgüter kamen aus dem Süden von Mesopotamien über Balch und später – Funden in Hulbuk zufolge – aus dem Irak der Abbasiden.
Um 570 eroberten Turkvölker das frühere Gebiet der Hephthaliten und drangen bis in das von Sassaniden kontrollierte Afghanistan vor. Es folgten Ende des 6. und Anfang des 7. Jahrhunderts unruhige Zeiten für die in der Nachfolge der Hephthaliten entstandenen kleinen Fürstentümer, die im Spannungsfeld zwischen Turkvölkern und Sassaniden lagen.
Mitte des 7. Jahrhunderts begannen die muslimischen Umayyaden nördlich des Amudarja vorzudringen. Zunächst führten sie einen Feldzug gegen Tirmidh, 654 erreichten sie zunächst das weiter nördlich gelegene Sogdien, wenig später, um 675/676, eroberten sie die Region Chuttal und 681 überwinterte ein arabischer Feldherr erstmals mit seinem Heer nördlich des Amudarja. Ab 850 beherrschten die Samaniden den Westen Transoxaniens vom Ferghanatal über Samarqand bis nach Herat, während Chuttal im 9. und 10. Jahrhundert von der vermutlich aus dem Iran stammenden, kurzlebigen Dynastie der Banijuriden kontrolliert wurde, über deren Herrscher nur wenig vor allem von Münzfunden bekannt ist. Die Hauptstadt von Chuttal war Hulbuk, während zeitgenössische Geographen außer Kulob noch andere Städte wie Chelawerd (bei Kolchosobod), Andijaragh (am gleichnamigen Fluss), Farghan (Farghar, ebenso am gleichnamigen Fluss) und Tamliyat (Tamliat) erwähnen. Nach der Auflösung des Emirats der Samaniden eroberten die Ghaznawiden 1024 unter Mahmud von Ghazni (reg. 997–1030) Chuttal. Der ismailitische Dichter Nāsir-i Chusrau (1004–1072/78) notierte, Mahmud habe den Fürsten von Chuttal mit seinem Kriegselefanten niedergetrampelt.

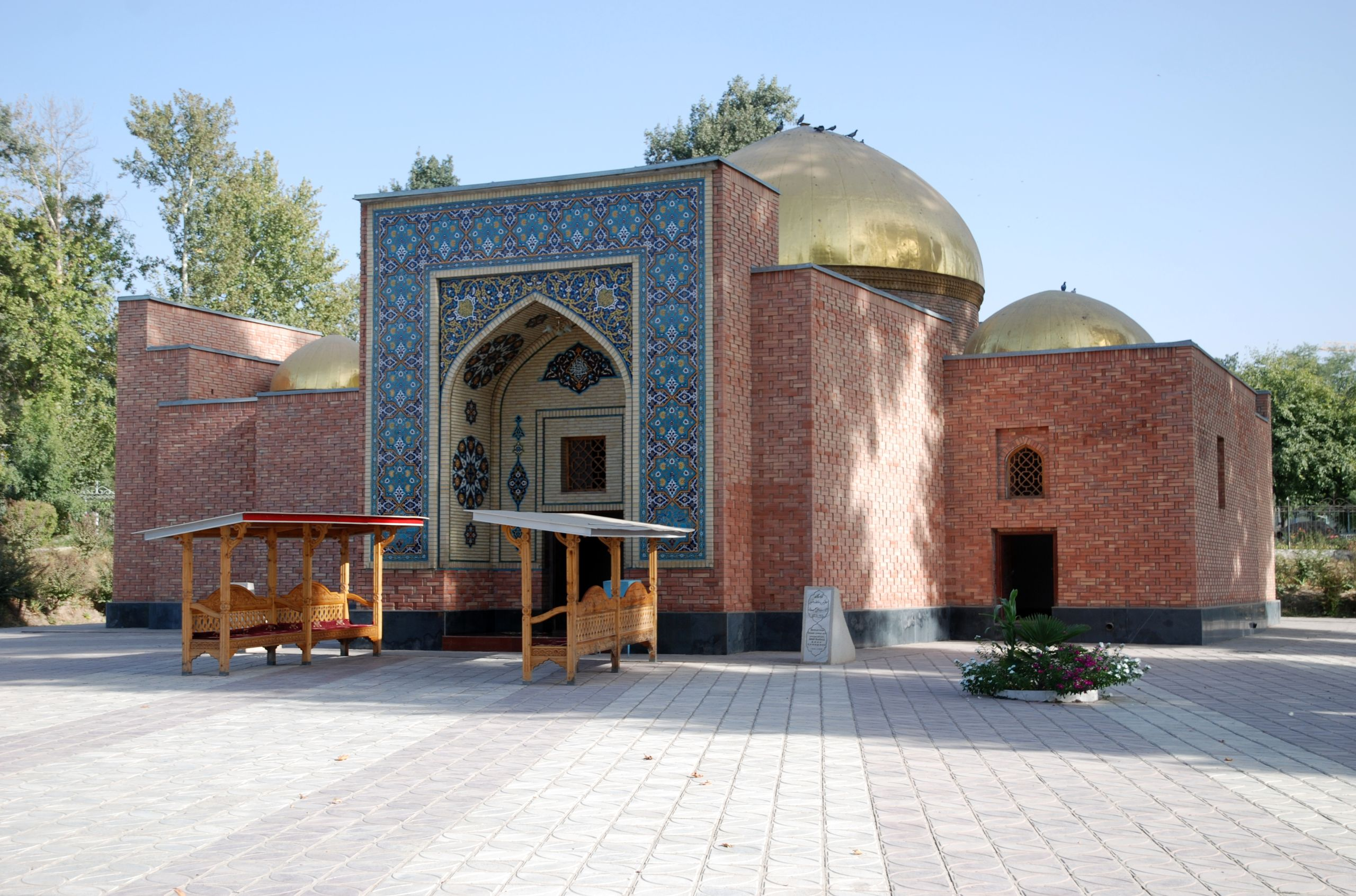
2008 weitgehend neu errichtetes Mausoleum für Sayyid Ali Hamadhani im Stadtpark

Der erste überlieferte Hinweis auf die Stadt Kulob stammt vom Historiker Ibn al-Athīr (1160–1233), der den Einfall der Mongolen um 1220 schildert und dabei die Eroberung Kulobs erwähnt. In Samarqand trennte Dschingis Khan demnach seine Armee und sandte eine Abteilung von 1000 Mann ins Wachsch-Tal und nach Kulob, während Dschingis Khan die Festung von Tirmidh wenig später selbst einnahm. Erst um 1555 datiert das nächste Zeugnis über Kulob. Der osmanische Admiral Sayyid ʿAlī Raʾīs überquerte den Amudarya von Afghanistan nach Norden, um eine Pilgerreise zur Grabstätte von Sayyid Ali Hamadhani (1314–1386) in der Nähe von Kulob zu unternehmen. In Kulob traf er den Herrscher von Chuttal, Jahangir Ali Khan. Der Admiral gab als Ort der Grabstätte Dalli an. Dabei handelte es sich vermutlich um das Dorf Dili (oder Deli, heute Imam-Ali), 15 Kilometer westlich von Kulob. Der Sufimystiker Hamadhani (1314–1384) war auf seiner Pilgerreise (Haddsch) von Srinagar nach Mekka südlich des Amudarja im heutigen Afghanistan gestorben und hierher gebracht worden. Zu einer späteren Zeit muss das Mausoleum nach Kulob transferiert worden sein. Dies geschah vermutlich zwischen 1584 und 1594.
Kulob blieb ein wichtiger Handelsposten zwischen Hissor und Afghanistan. Ab 1584 besaß Kulob den Status als Herrschersitz (dār al-molk). Bis zum Anfang des 17. Jahrhunderts war der Name der Stadt auf die gesamte Provinz übergegangen, die seitdem nur noch in historischen Zusammenhängen Chuttal genannt wurde. Eine Unterteilung erfolgte in die eigentliche Region Kulob im Südosten und das Gebiet Baljovan nordöstlich davon. Abdullah II. (reg. 1583–1598), Herrscher der usbekischen Dynastie der Schaibaniden, eroberte von seiner Hauptstadt Buchara im Kampf gegen die Safawiden ganz Chorasan. 1584 nahm er die Festung von Kulob ein, im folgenden Jahr plünderte er Herat und Merw. Seinen Cousin beauftragte Abdullah II., in der Entfernung von einem farsak (farsang, entspricht fünf Kilometer) von der zerstörten Festung eine neue zu errichten, möglicherweise an der Stelle der heutigen Stadt. In der nun vollständig unter der Gewalt der Scheibaniden befindlichen Region blühten bald Handel und Landwirtschaft.
Im 17. Jahrhundert verwalteten verschiedene Lehensherren, die von der auf die Scheibaniden folgende usbekische Dynastie der Aschtarakhaniden eingesetzt waren, die Provinz Kulob. Nadr Mohammad, Fürst von Balch und Badachschan, setzte in der ersten Hälfte des 17. Jahrhunderts seinen elfjährigen Sohn als Gouverneur von Kulob ein. Diesem gelang es, die Plünderungen kirgisischer Stämme militärisch zu beenden. Ihm folgten zwei weitere Brüder nach, die nur wenige Jahre regierten, unter deren Herrschaft aber soviel Getreide angebaut wurde, dass Kulob seine Steuern in Gold bezahlen konnte. Von den Aschtarakhaniden scheint die Macht in der Region auf den usbekischen Stamm der Lakai übergegangen zu sein, der von Nordwesten vordrang. Ein anderer Machtfaktor war die usbekische Stammeskonföderation Qataghan, deren Zentrum wenig südlich in der afghanischen Provinz Kunduz lag. Der Einfluss beider usbekischer Gruppen endete 1751, als sie sich dem von Ahmad Schah Durrani begründeten afghanischen Durrani-Reich (1747–1826) unterwarfen. Gegen deren Herrschaft halfen auch Raubzüge der Kulob-Lokalfürsten nichts, die sie mit herben Verlusten bei den Gegenmaßnahmen der Durranis bezahlen mussten. Die Region Kulob verblieb mit einer Unterbrechung bis in die zweite Hälfte des 19. Jahrhunderts relativ unabhängig zwischen dem mächtigen Emirat Buchara im Nordwesten, dem Khanat Kokand im Norden und dem Emirat Afghanistan im Süden. Die Unterbrechung war das Jahr 1832, als die Herrscher von Kunduz und Kokand in einer Schlacht bei Kulob um den Einfluss in der Region kämpften und dabei die Stadt verwüstet wurde. Der Beg von Kulob, Sari Beg Ataliq (Sari Khan, reg. 1856–1870) ließ die Stadt wiederaufbauen. Sein Reich erstreckte sich im Westen über das Wachsch-Tal hinaus bis zum Tal des Kofarnihon.
1868 wurden das Emirat Buchara und das Khanat Kokand nach relativ schnell verlorenen Schlachten zu Vasallen des russischen Reiches. Die unterworfenen Herrscher durften im neu gebildeten Generalgouvernement Turkestan ihre Ämter behalten, ebenso wie die Stammesführer ihre Privilegien. Mit russischer Unterstützung konnte Amir Mozaffar ad-Din, ein Emir der Mangiten-Dynastie von Buchara, zwei Jahre später seinen Herrschaftsbereich nach Osten erweitern und den gesamten Westteil des heutigen Tadschikistan einschließlich Kulob als neue Provinz gewinnen. Kulob blieb als Verbündeter des Emirs jedoch weitgehend autonom. Ein russischer Reisender beschrieb 1886 die Stadt Kulob, die aus 17 Stadtvierteln (machalla oder gusar) bestand, jeweils mit einer Moschee und den notwendigen Versorgungseinrichtungen.
Nach der Oktoberrevolution 1917 begann die Rote Armee mit der Eroberung Zentralasiens. Lokalen Widerstand dagegen leisteten noch 1920 in weiten Teilen der Region die Basmatschi. Im März 1921 nahmen russische Truppen nach einem Bevölkerungsaufstand die Stadt Kulob ein. Nachdem sich die Basmatschi aus Buchara und dem Hissar-Tal zurückgezogen hatten, brach der organisierte Widerstand im August 1922 nach Gefechten in den Bergen bei Kulob zusammen. Den Basmatschis fehlte die Unterstützung aus dem Ausland, die sie nur von einigen muslimischen Gruppen aus Afghanistan erhielten. Außerdem war ihr einziges, positiv formuliertes politisches Ziel, das alte Emirat Buchara wiederzubeleben. Die letzten Aufständischen gaben wenige Jahre später auf. In dieser Zeit bestand bereits die Autonome Sozialistische Sowjetrepublik Turkestan, von der 1929 die bis zur Unabhängigkeit 1991 existierende Tadschikische Sozialistische Sowjetrepublik abgespalten wurde. Von 1934 bis 1992 war Kulob die Hauptstadt des gleichnamigen Oblast (russisch für einen größeren Verwaltungsbezirk). Die Fläche der alten Provinz Kulob betrug 12.000 Quadratkilometer und die Zahl der Einwohner über 400.000 im Jahr 1979. Seit 1992 sind die Oblaste Qurghonteppa und Kulob zur Provinz Chatlon vereint.
Zwischen dem Ende der 1920er Jahre und etwa 1940 wurden die landwirtschaftlichen Betriebe enteignet und in staatlich kontrollierte Kolchosen oder in staatlichem Besitz befindliche Sowchosen umgewandelt. Ende der 1940er Jahre begann um Kulob wie bereits einige Jahre zuvor im Wachsch-Tal der Anbau von Baumwolle. Hierfür musste ein System von Bewässerungskanälen angelegt werden. Die in den Kolchosen beschäftigten landwirtschaftlichen Arbeiter wurden zu großen Teilen aus den höher gelegenen Bergtälern (vor allem dem Gharm-Tal) weiter nördlich zwangsumgesiedelt. Eine in der Stadt errichtete Fabrik dient zur Verarbeitung der Baumwolle.

## Politik

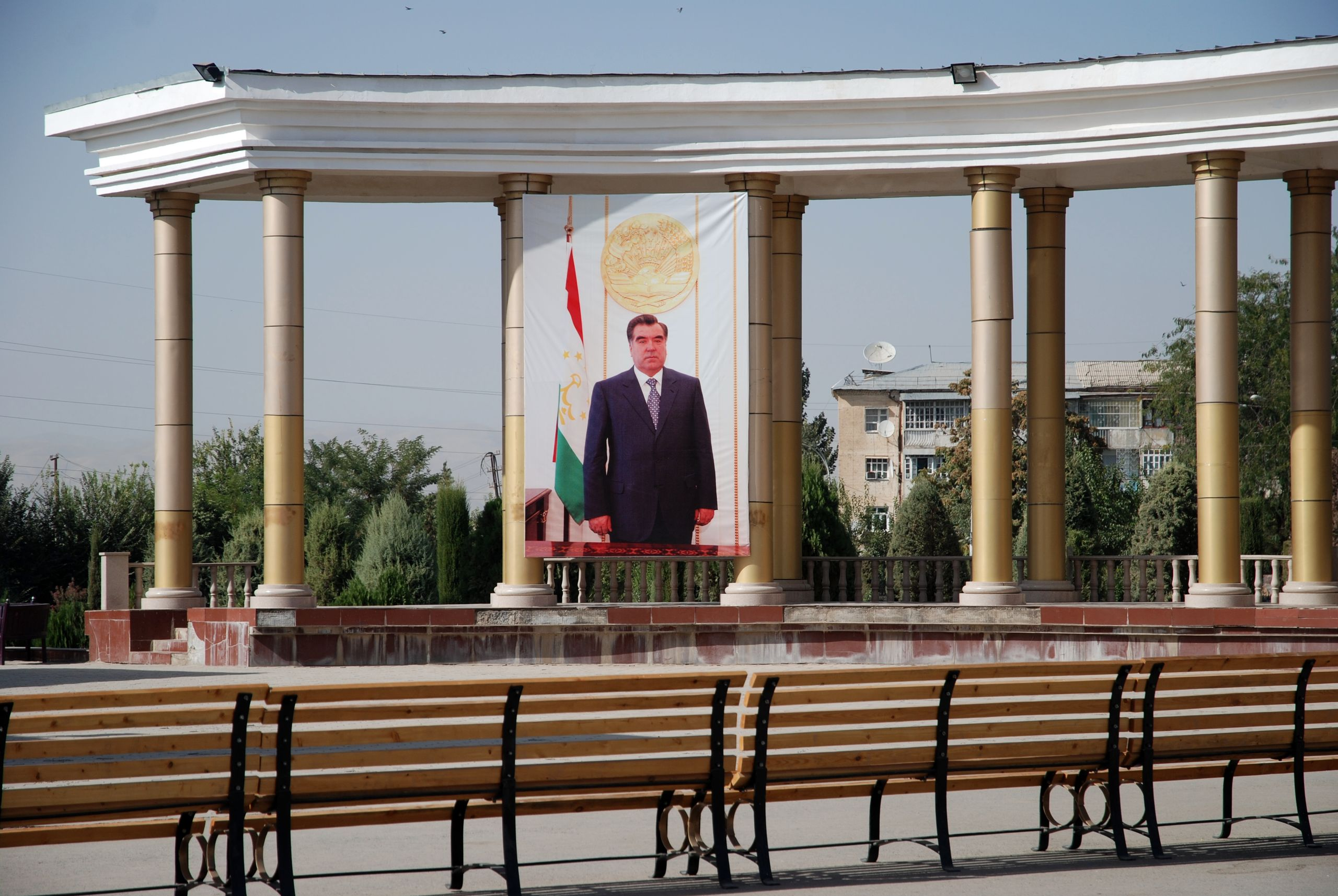
Abbild des Präsidenten Rahmon am Denkmal, das zur 2700-Jahr-Feier der Stadt 2006 erbaut wurde

Nach der Unabhängigkeit von der Sowjetunion 1991 begann im Mai 1992 ein landesweiter Bürgerkrieg, der bis 1997 dauerte. Von Mai bis Dezember 1992 starben bei Kämpfen in den Provinzen Duschanbe, Qurghonteppa und Kulob 50.000 Menschen; 650.000 Tadschiken waren am Ende geflohen. In diesem Machtkampf standen sich Vertraute des heutigen Präsidenten Emomalij Rahmon, welche die Regierungspartei bildeten, der Vereinigten Tadschikischen Opposition (UTO) gegenüber. Der in Danghara geborene Rahmon war zunächst Sekretär, einer der Leiter der dortigen Kolchose und später, als diese zu einer Sowchose geworden war, bis 1992 ihr Direktor. Im selben Jahr erhielt er den Posten als Leiter des Volksrates der Provinz Kulob. Dieses Amt führte er wenige Monate aus; im November 1992 wurde er nach dem erzwungenen Rücktritt von Rahmon Nabijew Anfang September zum Parlamentspräsidenten und Staatsoberhaupt und im November 1994 zum Staatspräsidenten gewählt. Mitte Dezember, nachdem sich die Oppositionellen aus der Hauptstadt zurückgezogen hatten, traf Rahmon an seinem Regierungssitz ein. Die 58 Prozent Wahlzustimmung kam nach Ansicht ausländischer Beobachter durch Repression und Betrug zustande. Mit Rahmon war die Macht im Land von der bisherigen Elite in Chudschand (damals Leninabad) im Norden auf die Familie und die Verbündeten von Rahmon in Kulob und Danghara im Süden übergegangen. Die überwiegend aus Kulob stammenden Milizen, denen Rahmon seine Macht hauptsächlich verdankt, nannten sich Sitodi Melli („Populäre Front“). Sie formierten sich im Sommer 1992 in Kulob und wurden später durch Kräfte aus dem Hissor-Tal verstärkt. Unterstützung erhielten sie aus Usbekistan und Russland. Nach Rahmons Amtsübernahme wurden die Sitodi Melli aufgelöst und in die regulären tadschikischen Streitkräfte integriert. Rahmons Getreue aus Kulob wurden mit Schlüsselpositionen in der Regierung versorgt.
Bis 1999 kam es zu einzelnen Gewaltakten wie der Ermordung von Politikern, anderen einflussreichen Bürgern und Journalisten. Auf Regierungsseite kämpften während des Bürgerkrieges neben den Milizen aus Kulob überwiegend usbekische Einheiten aus dem Westen der Provinz Chatlon und aus dem Hissor-Tal gegen traditionelle muslimische Gruppen aus dem Rasch-Tal (damaliger Name: Qarategin) und der Provinz Berg-Badachschan. Der Friedensschluss zwischen den beiden Gegnern am Verhandlungstisch war möglich, weil die Nachbarländer kein Interesse an einer Fortführung des Konflikts hatten. Außerdem kämpften Gruppen aus Kulob und aus den östlichen Bergtälern gegeneinander, die also beide aus dem Süden stammten und die unter sowjetischer Herrschaft beide von politischer Partizipation ausgeschlossen waren. Dies erleichterte die Vereinbarungen, die mit der Integration oppositioneller Kräfte in den Regierungsapparat ein friedliches Ende des Bürgerkrieges brachten. Die vormalige Elite aus Leninabad war von den Verhandlungen ausgeschlossen, was deren Machtposition weiterhin schwächte. Der Friedensvertrag beinhaltete eine 30-prozentige Machtbeteiligung der islamischen Opposition. Tadschikistan wurde somit zum einzigen postsowjetischen Land in Zentralasien, in dem eine islamische Partei rechtmäßig im Parlament vertreten ist. Bei den folgenden Wahlen im November 1999 erhielt Rahmon rund 97 Prozent der Stimmen.

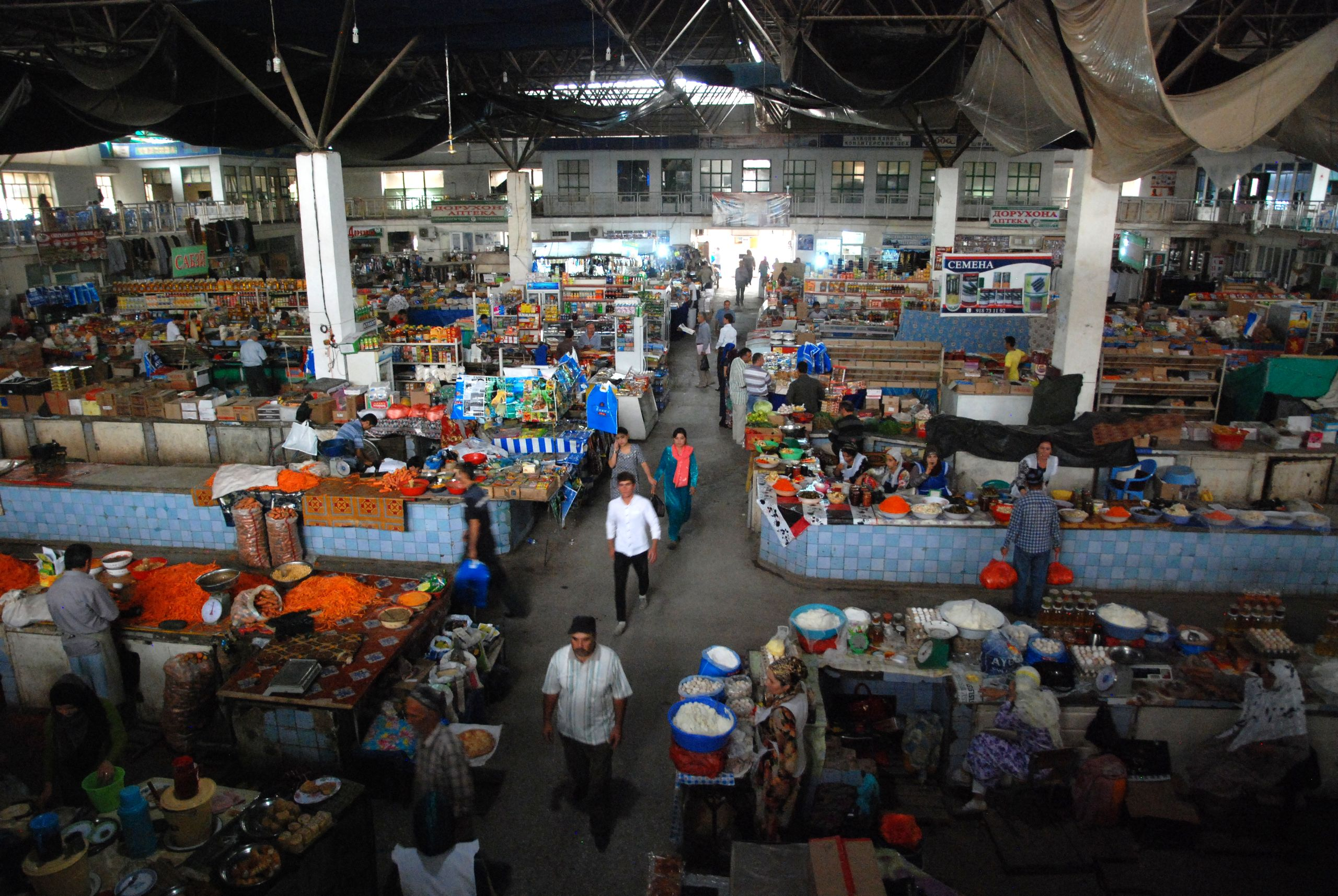
Große Markthalle

Seit 1992 besetzt die Elite aus Kulob einen großen Teil der politischen und wirtschaftlichen Schlüsselpositionen des Landes. Im Jahr 2010 waren dies beispielsweise der Gesundheitsminister, Erziehungsminister, der oberste Gerichtspräsident, der Leiter des Präsidentenamtes, der Vorsitzende des Oberhauses (Madschlis Melli) des Parlaments (Mahmadsaid Ubaidulloev, offiziell der zweite Mann im Staat), die Direktoren der Nationaluniversität, der Medizinischen Universität und der Staatlichen Pädagogischen Universität sowie der Bürgermeister von Duschanbe. Hinzu kommen die Führungspositionen der großen staatlichen Industriebetriebe. Aus Kulob stammt auch Ghaffor Mirzoev, der bis 2004 Chef der Leibgarde des Präsidenten und finanziell an der staatlichen Aluminiumfabrik TALCO beteiligt war. Er fiel in Ungnade und wurde nach einer Anklage wegen Mordes und anderer Delikte lebenslang inhaftiert. Der Fall von Mirzoev, der ein Kriegsherr in den 1990er Jahren und einer der einflussreichsten politischen Kräfte im Land war, wird als Teil eines Machtstreits seit Ende der 1990er Jahre zwischen der Kulob-Fraktion und der Danghara-Fraktion gewertet. Sherali Nazarov, der von 1996 bis 2004 die Finanzgeschäfte von TALCO leitete, wurde zeitgleich mit Mirzoev abgelöst. Am Ämtertausch bei TALCO war auch Rahmons Schwiegersohn Hasan Sadulloev, Leiter der staatlichen Oriyonbank, beteiligt. Dieser und andere Personalwechsel zeigen eine fortschreitende Machtverschiebung weg von Kulob und zugunsten von Rahmons Clan aus Danghara. Die beiden nach ihrer Herkunftsregion benannten Fraktionen sind Teil eines regionalen Klientelismus, der auf Tadschikisch mahalgaroi genannt wird. In diesem System von Patronagenetzwerken konzentriert sich der Präsident nunmehr auf Vertraute aus seinem Geburtsort Danghara.
Obwohl Militärs aus Kulob Rahmon an die Macht gebracht hatten und die politische Elite aus Kulob in der Landeshauptstadt zu Macht und Wohlstand gekommen war, verblieb die Mehrheit der Einwohner in der Region weiterhin in Armut. Wie in anderen Provinzen stellen die Überweisungen der im Ausland, häufig in Russland, arbeitenden Männer einen beträchtlichen Anteil am Einkommen der durchschnittlichen Familien dar. Dennoch blieb die Region um Kulob, also der Osten der Provinz Chatlon, der ärmste Landesteil. Tadschikistan wiederum ist die ärmste der ehemaligen zentralasiatischen Sowjetrepubliken.
In der ersten Jahreshälfte 2010 kam es zu einer sprunghaft angestiegenen Zahl von Lähmungserscheinungen unter der Bevölkerung im Südwesten des Landes. Bis zum 9. Mai 2010 berichtete Tadschikistan der WHO über 278 Fälle von akuten Lähmungen im Südwesten, von denen 56 durch Laboruntersuchungen als Kinderlähmung (Polio) diagnostiziert wurden. Bis zum Juli 2010 war die Zahl der schlaffen Lähmungen auf 643 angestiegen, bei 334 dieser Fälle wurde Polio nachgewiesen. Davon stammten 21 Polio-Fälle aus der Region Kulob.
Zeitgleich mit dem Ausbruch der Kinderlähmung kam es im April und Juni 2010 im Südwesten durch heftige Regenfälle zu den schwersten Überflutungen, Schlammlawinen und Erdrutschen seit langem. Die Region Kulob war von den Überflutungen am stärksten betroffen. 4500 Einwohner der Stadt wurden obdachlos, weit mehr verloren ihr Vieh. Felder und Weideland wurden verwüstet. Bis Mitte Juni gab es in Kulob mehrere Wochen Probleme mit der Trinkwasserversorgung. Hilfsorganisationen verteilten Chlortabletten zur Wasserdesinfektion. Trinkwasser ist jedoch ständig in allen tadschikischen Städten verunreinigt, je nach Region vor allem durch Pestizide aus dem Baumwollanbau, Schwermetalle aus der Industrieproduktion sowie Düngemittelreste und Bakterien allgemein aus den landwirtschaftlichen Nutzflächen. Der zeitliche Zusammenhang zwischen der Naturkatastrophe und dem Auftreten der Lähmungen beförderte die Diskussion um Krankheitsbilder und ihre mutmaßlich in den hygienischen Zuständen begründeten Ursachen.

## Stadtbild

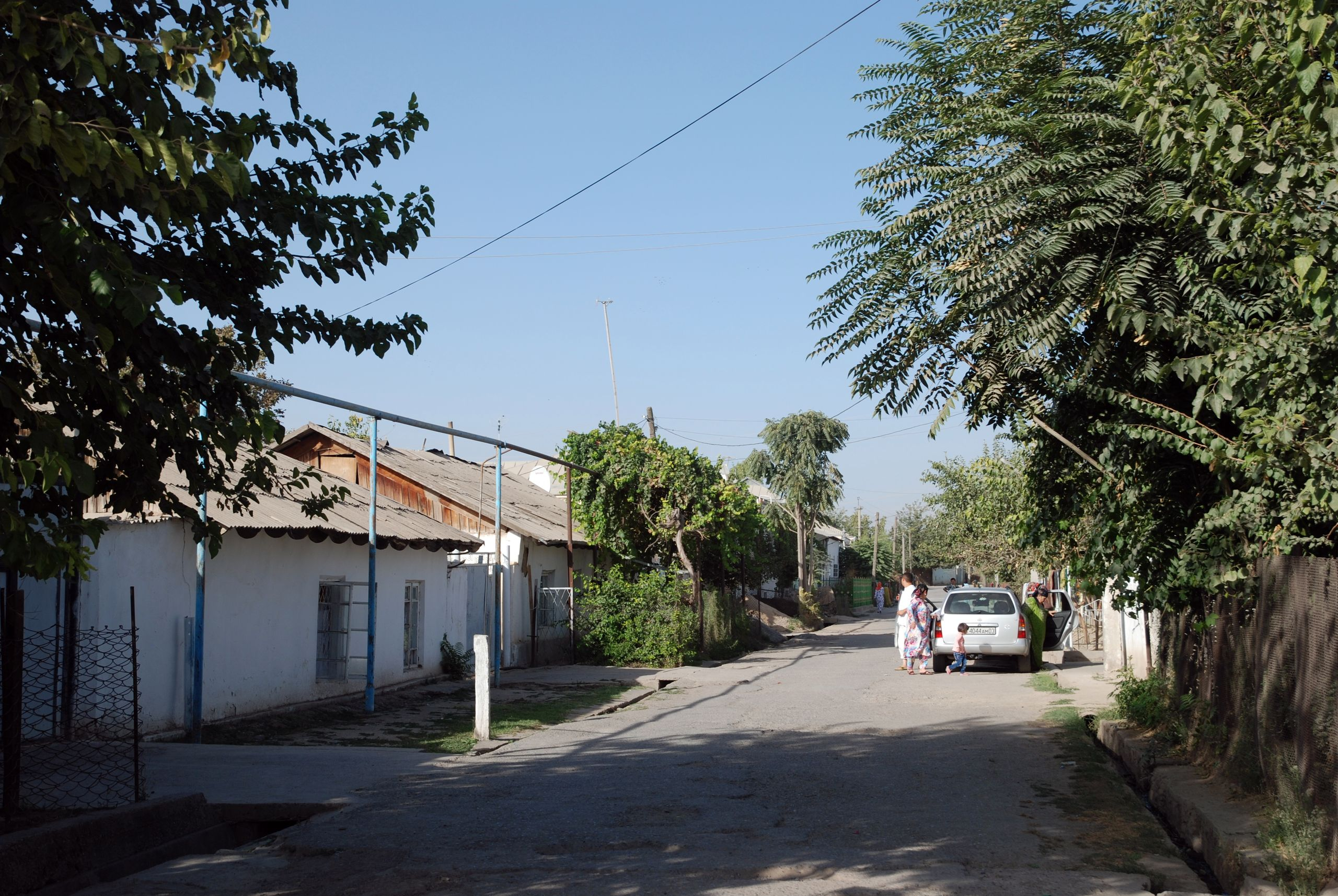
Einfaches Wohnviertel im Westen. Parallelstraße zur Somoni-Straße

Die Einwohnerzahl verdoppelte sich in den Jahren zwischen 1926 und 1939 auf 8.400. Nach amtlichen Zählungen betrug die Einwohnerzahl 23.455 im Jahr 1959, 39.764 im Jahr 1970 und 54.841 im Jahr 1979. Im Jahr 1989 war die Zahl auf 74.456 angestiegen, 2000 betrug sie 77.692 und 2010 waren es 94.950. Für 2014 werden 99.700 Einwohner geschätzt. Kulob gehört nach Duschanbe, Chudschand und Qurghonteppa zu den wenigen großen, in Talebenen gelegenen städtischen Siedlungsräumen, in denen die Mehrheit der Bevölkerung Tadschikistans lebt.
Das Geschäftszentrum liegt am südlichen Ende der Innenstadt. Hier befinden sich eine große Markthalle mit mehreren Essrestaurants im Obergeschoss, die meisten Läden und eines der zwei großen Hotels. Wenige Meter südlich, jenseits eines tief eingeschnittenen Baches, der zugleich als Abwasserkanal dient, fahren an einem kleinen Platz die privaten Sammeltaxis ab, welche das einzige regionale Transportmittel zur Personenbeförderung darstellen. Von diesem Platz verläuft die zentrale Achse der Stadt, die Somoni-Straße (ulitza Somoni, benannt nach dem Samanidenherrscher Ismoil Somonij, 849–907), rund drei Kilometer nach Nordosten. Etwa 200 Meter vom Hauptmarkt entfernt wurde 2006 an dieser Straße ein großes Rondell als Denkmal für die 2700-Jahr-Feier der Stadt errichtet. Die Eröffnung im September, kurz von den am 6. November 2006 veranstalteten Präsidentschaftswahlen, werten Kritiker als Wahlkampfunterstützung und als – ebenso wie die 2002 begangene 2500-Jahr-Feier in Istarawschan – als Verschwendung der wenigen verfügbaren finanziellen Mittel des Staates. Einige 100 Meter nördlich folgt das Gebäude der Stadtverwaltung (hukumat).
Etwa im geographischen Zentrum der überbauten Stadtfläche und 1,5 Kilometer nördlich des Marktes liegt der Stadtpark an der Somoni-Straße. In ihm steht das 2008 vollständig restaurierte Mausoleum von Sayyid Ali Hamadhani. Der im Wesentlichen neu errichtete Ziegelbau mit mehreren kleinen Kuppelräumen enthält neben dem Kenotaph Hamadhanis Erinnerungsmale an weitere islamische Personen. Er darf nur von Männern betreten werden. Gegenüber befindet sich ein kleines Museum, das Schriften Hamadhanis und alte Koranausgaben zeigt. Im hinteren Teil des Parks wurden Gebäudereste freigelegt, die aus dem 1. Jahrtausend v. Chr. stammen sollen.
Weit außerhalb des Zentrums, im nördlichen Bereich der Somoni-Straße erinnert ein Denkmal an die Opfer des Zweiten Weltkrieges. Eine breite Straße führt auf der Höhe des Stadtparks nach Osten in ein ausgedehntes Stadtviertel mit Wohnblocks aus der sozialistischen Zeit und einem weiteren Markt, in dem hauptsächlich Mehl, Gemüse, Obst und Haushaltswaren angeboten werden. Die vom Jubiläumsdenkmal nach Südosten führende Tomin-Straße ist nach Nikolai Tomin benannt, dem Kommandanten einer Brigade, der 1924 im Kampf gegen die Basmatschi ums Leben kam. Es gibt ein städtisches Krankenhaus und zahlreiche Apotheken.

## Wirtschaft und Infrastruktur

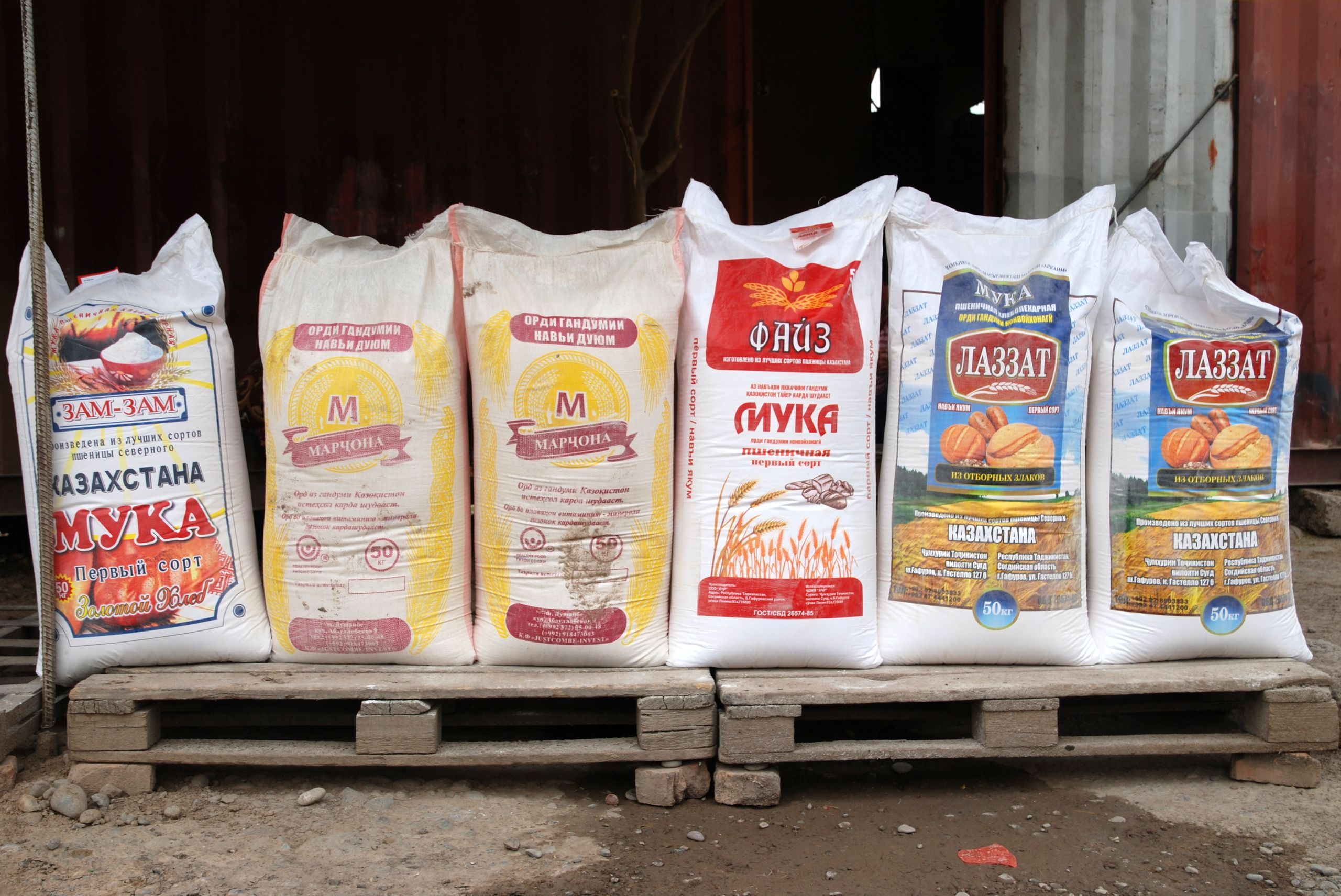
Mehlsäcke aus Kasachstan auf dem Lebensmittelmarkt im Osten der Stadt

Die Region Kulob ist und war agrarisch geprägt. In der sowjetischen Zeit, 1989, waren nur 16,5 Prozent der erwerbstätigen Bevölkerung Arbeiter in der Industrie. Baumwollverarbeitung ist die einzige größere industrielle Produktion. Die Region ist von Nahrungsimporten aus benachbarten Regionen und aus Kasachstan abhängig.
Der Flughafen in Kulob wird von der tadschikischen Fluggesellschaft Tajik Air auf Inlandsflügen nicht bedient. Dafür fliegen Ural Airlines, S7 Airlines und East Air mehrmals wöchentlich nach Moskau. Zwischen 1994 und 2001 leistete Tadschikistan militärische Unterstützung während des afghanischen Bürgerkriegs für einige schiitische Gruppen von Tadschiken und Hazara im Kampf gegen die Taliban. Dabei diente der Flughafen von Kulob als Stützpunkt für die Nordallianz, deren Zentrum in der Provinz Pandschschir lag. Bis 2002 unterhielten die Vereinigten Staaten eine im Vergleich zu den Stationierungen in den Nachbarländern Usbekistan und Kirgistan bescheidene Truppe von etwa 200 Mann am Flughafen Kulob, die sich mit einer Hubschrauberflotte am Kampf gegen die Taliban beteiligte. Sie wurden von einigen Franzosen und Italienern unterstützt.
Rund 7000 russische Soldaten hauptsächlich der Garnison der 201. motorisierten Schützendivision aus dem russischen Militärbezirk Wolga-Ural sind an drei Standorten in Tadschikistan stationiert, neben dem Hauptquartier bei Duschanbe sind die Stationierungsorte Qurghonteppa und Kulob. Die russische Division besteht aus drei Infanterieregimentern, das 149. Regiment ist in Kulob stationiert. Das einzige andere Land im südlichen Zentralasien mit russischen Soldaten – in einer wesentlich geringeren Zahl – ist Kirgisistan.

## Kultur
Die überwiegende Mehrheit der Einwohner bekennt sich zum sunnitischen Islam. In der sowjetischen Zeit waren landesweit alle Moscheen bis auf wenige offiziell anerkannte geschlossen und die öffentliche Religionsausübung wurde vom Staat unterdrückt. Der Islam überlebte fast 70 Jahre im privaten Bereich. Es gab wenige anerkannte Mullahs (islamische Geistliche). Gegen nicht zugelassene Geistliche, die volksreligiöse Praktiken betrieben, wurde polizeilich vorgegangen. Dennoch wurde die Zahl der volksislamischen Prediger in der Oblast Kulob Mitte der 1980er Jahre auf 150 geschätzt. Das Mausoleum von Ali Hamadhani galt in der Sowjetzeit als Museum, das Gläubige gegen Eintritt besuchen und dort beten durften.
Überwiegend im Südwesten des Landes wird der tadschikische Musikstil Falak gepflegt, der eine von Lauteninstrumenten begleitete Gesangstradition darstellt und seit den 1990er Jahren vielfach entsprechend der westlichen Popmusik auch mit Keyboards, Schlagzeug und E-Gitarre arrangiert wird. Einige der bekanntesten Sängerinnen und Sänger des Falak stammen aus Kulob.

### Sport
Der Erstligist Ravshan Kulob kommt aus Kulob. Er spielt im 20.000 Zuschauer fassenden Langari-Langariewa-Stadion.

## Städtepartnerschaften
- Hamadan in Iran
- Konya in der Türkei

## Persönlichkeiten
- Moses Znaimer (* 1942), kanadischer Medienunternehmer
- Gulchehra Sodiqova (* 1942), Falak-Sängerin
- Davlatmand Cholov (* 1950), Falak-Sänger
- Mahmadsaid Ubaidullojew (* 1952), Politiker und langjähriger Bürgermeister der Hauptstadt Duschanbe
- Said Husseinow (* 1955), Radrennfahrer
- Shabnam Soraya (* 1981), Sängerin
- Manischa Dawlatowa (* 1982), Sängerin
- Mawsuna Tschorijewa (* 1992), Boxerin